# أليسون باي
أليسون باي (بالإنجليزية: Alison Bai)‏ مواليد 18 يناير 1990 في كانبرا، هي لاعبة كرة مضرب أسترالية بدأت مسيرتها كمحترفة سنة 2005 تلعب باليد اليمنى وتحتل حالياً المرتبة رقم. 339 (22 فبراير 2016) في تصنيف رابطة محترفات كرة المضرب. أعلى تصنيف لها في الفردي كان المركز الـ 321 في سنة 2015.

## روابط خارجية
- أليسون باي على موقع رابطة محترفات التنس (الإنجليزية)
- أليسون باي على موقع الاتحاد الدولي لكرة المضرب (الإنجليزية)
- أليسون باي على موقع اتحاد التنس الأسترالي (الإنجليزية)
- أليسون باي على موقع خلاصة التنس.كوم (الإنجليزية)
- أليسون باي على موقع إي إس بي إن.كوم (الإنجليزية)